# 厉矞华
厉矞华（1912年—2002年），女，浙江杭州人，中国儿科医学家、医学教育家，曾任浙江省人大常委会副主任，民进浙江省委主任委员，第三、五届全国人大代表。

## 家庭
父亲是医学家厉家福。丈夫是医学家陈礼节。